# Tân Thanh, Văn Lãng
Tân Thanh là một xã thuộc huyện Văn Lãng, tỉnh Lạng Sơn, Việt Nam.
Xã Tân Thanh có diện tích 25,33 km², dân số năm 1999 là 2.221 người, mật độ dân số đạt 88 người/km².
Theo thống kê năm 2019, xã Tân Thanh có diện tích 25,33 km², dân số là 4.039 người, mật độ dân số đạt 160 người/km².